# Spydeberg
Spydeberg er en tidligere kommune i det tidligere Østfold fylke i Norge, som ved kommunalreformen i Norge blev lagt sammen med Askim, Eidsberg, Hobøl og Trøgstad kommuner til den nye kommune i det nye Indre Østfold i det ligeledes nye Viken fylke.
Den tidligere kommune grænseder i vest til Hobøl, i nord til Enebakk, i nordøst til Trøgstad, i øst til Askim, og i syd til Skiptvet og Våler. Højeste punkt er Spydeberg varde, 258 moh.

## Kultur
Spydeberg er hjemby for Hyllifestivalen, en rockfestival for nye orkestre. I Spydeberg er der åbnet et nyt kulturhus, Allaktivitetshuset, som ud over håndboldbaner også rummer en større skole- og kulturdel.
På Mariaholmen ligger det katolske konferencecenter.